# 元均 (朝鲜)
元均（朝鮮語：원균，1540年2月12日—1597年8月2日）字平仲，是朝鮮王朝時期的軍事人物。
元均出生於京畿道的平澤，幼年即表現出出眾的軍事天賦。武科及第後，曾參加討伐北方女真族的軍事行動。在這次戰役中，元均作戰非常勇猛，其事蹟在《朝鮮王朝實錄》的《宣祖大王實錄》中被特別提到。
元均以此次戰功擔任咸鏡道富寧都護府使。1592年，在日本豐臣秀吉侵略朝鮮的二個月前，元均被任命為慶尚右道水軍節度使，成為水軍的司令官。然而在4月日軍大舉入侵之際，元均卻急於逃走。此後，元均與全羅左道水軍節度使李舜臣一起同日本水軍作戰。元均魯莽的性格與性格溫和的李舜臣非常不和。而且，李舜臣在戰爭中被右議政柳成龍所看中，在功績較少的情況下突然被大為提拔。這使元均非常不滿。李舜臣也非常討厭元均。在李舜臣的《亂中日記》裡，曾評論道：「在天地之間，像元均這樣惡劣的人實在是非常少有的。」
在丁酉再亂的時候，元均向朝鮮朝廷進讒，導致李舜臣被免職。元均則成為了三道水軍統制使，總攬朝鮮水軍的指揮大權。在漆川梁海戰中，元均受到日軍藤堂高虎部的襲擊，大敗戰死。（一說還活著）
死後，贈左贊成（從一品），追封原陵君，授孝忠仗義迪毅協力 宣武功臣。

## 腳註
1. ↑  .   [2010-12-08]. （原始内容存档于2016-03-04）.
2. ↑   宣祖實錄 三十年
七月二十一日成貼都元帥權慄書狀：臣軍官崔永吉自閑山島今始出來云:「元均 免死， 向 晋州傳說：蛇梁 時到大船十八隻全羅船二十餘隻本道散在閑山 留住軍民男女軍器輳集雜船無遺收到于 昌善島軍粮萬餘石一時不得載運除出焚火格軍則奔敗之船皆艤於連陸故死亡者不多」云。